# المطلب (فلم)
المطلب  (بالإنجليزية: The Quest) هو فيلم حركة تم إنتاجه في الولايات المتحدة وصدر في سنة 1996. الفيلم من إخراج جين كلود فان دام من بطولة جين كلود فان دام وروجر مور وجيمس ريماروالممثل المغربي عبديل قيسي.

## الميزانية والإيرادات
بلغت تكلفة إنتاج الفيلم حوالي 30 مليون دولار بينما حقق أرباحا تقدر بـ 57,400,547 دولار.

## وصلات خارجية
- مقالات تستعمل روابط فنية بلا صلة مع ويكي بيانات